# Pane dei Camaldoli
Il pane cafone napoletano, o pane dei Camaldoli, è una forma di pane di antichissima tradizione, la cui preparazione è tipica della tradizione culinaria di Napoli, ma diffusa anche in altre zone della Campania. Il nome deriva dalla collina dei Camaldoli, situata nella parte nord occidentale della città. Tra i comuni a nord di Napoli, il Comune di Marano di Napoli è quello in cui è più radicata la produzione di questo pane. 
Il pane dei Camaldoli ha ottenuto il prestigioso riconoscimento Prodotti agroalimentari tradizionali italiani, nella categoria: "Paste fresche e prodotti di panetteria, pasticceria, biscotteria e confetteria".

## Descrizione
Queste grandi forme di pane, dalla forma rotonda e cotte in forno a legna, possono raggiungere anche i 4 kg di peso. Caratteristiche di questo pane sono la mollica alta, di colore paglierino, e la crosta piuttosto spessa e croccante.
Per ottenere queste qualità alla farina viene aggiunta del lievito di birra sciolto in acqua tiepida; l'impasto ottenuto viene lavorato a lungo. In seguito, la pasta di pane viene lasciata lievitare per un tempo superiore alle cinque ore. Dopo un secondo impasto, si modellano le grandi forme rotonde che vengono lasciate lievitare per una seconda volta prima di essere infornate. Questo procedimento, tramandato da generazioni di fornai, conferisce al pane dei Camaldoli le sue peculiari caratteristiche.